# Верхњетуломски
Верхњетуломски (рус. Верхнетуломский) насељено је место са административним статусом варошице (рус. посёлок городского типа) на крајњем северозападу европског дела Руске Федерације. Варошица се налази у северном делу Мурманске области и административно припада њеном Кољском рејону.
Према проценама националне статистичке службе Русије за 2016. у вароши је живело 1.289 становника.

## Географија
Варошица Верхњетуломски налази се у централном делу Кољског рејона, на северу Мурманске области. Варошица лежи на левој обали реке Туломе, на месту где је њено корито преграђено и низводно од бране формирано Горњотуломско језеро. Налази се на око 60 километара југозападно од града Мурманска.

## Историја
Варошица се развила као радничко насеље у ком су живели радници који су радили на градњи Горњотуломске хидроелектране. Насеље је званично основано 1961. године, а садашњи административни статус варошице носи од 1966. године.

## Демографија
Према подацима са пописа становништва 2010. у вароши је живело 1.580 становника, док је према проценама националне статистичке службе за 2016. варошица имала 1.289 становника.
| 1939. | 1959. | 1970. | 1979. | 1989. | 2002. | 2010. | 2016. |
| ----- | ----- | ----- | ----- | ----- | ----- | ----- | ----- |
| ---   | ---   | 1.609 | 2.612 | 2.797 | 2.003 | 1.580 | 1.289 |